# Лукас, Энн
Энн Ши́рли Лу́кас (англ. Anne Shirley Lucas; 1951) — австралийская актриса и сценарист. Наиболее известна ролью Кэсси из телесериала «Даллас», в котором она сыграла в 53 эпизодах в период 1982—1987 годов.

## Биография
Родилась в 1951 году.
Была награждена орденом Британской империи в 2005 году.
Замужем за сценаристом и продюсером Иэном Брэдли, от которого у неё есть сын — актёр Лукас Брэдли.